# Майкл Аббенсеттс
Майкл Джон Аббенсеттс (8 червня 1938 — 24 листопада 2016) — британський письменник гаянського походження, який оселився в Англії у 1960-х роках. Його описали як «найкращого темношкірого драматурга свого покоління» та як той, хто дав «карибцям справжній голос у Британії». Він був першим чорношкірим британським драматургом, якому доручили написати телесценарій драматичного серіалу, який транслювався на BBC з 1978 до 1979 рік.

## Ранні роки
Народився у Джорджтауні, Британська Гвіана (нині Гаяна), син Невіла Джона (лікаря) й Елейн Аббенсетс. Майкл Аббенсеттс навчався у Королівському коледжі з 1952 до 1956 рік, потім у Стенстед-коледж, Квебек, Канада, та Університеті сера Джорджа Вільямса, у Монреалі (1960—1961), перед переїздом до Англії «близько 1963». У 1974 році він отримав британське громадянство.

## Письменницька кар'єра
Дебютна постановка на сцені за роботою Аббенсеттса «Sweet Talk» відбулась у 1973 році, за участю Мони Гаммонд і Дона Воррінгтона. Режисером став Стівен Фрірз. Для телебачення робота Аббенсеттса «Black Christmas» 1977 року транслювалася на BBC за участю режисера Фрірза. Стівен Борн назвав її «однією з найкращих телевізійних драм 1970-х років». З 1970-х до 1990-х років Аббенсеттс продовжував свою кар'єру драматурга у Лондоні. у цей період він написав «Samba» (1980), «Outlaw» (1983) і «The Lion» (1993) та ін.
Окрім п'єс, Аббенсеттс — автор сценарію теледрами «Empire Road» (BBC, 1978—1979), яка вважається першою чорною мильною оперою британського телебачення. Він сказав: «Мені ніколи не подобалося, коли це називали милом. Так це була „Дейлі мейл“. Я завжди розглядав його як драматичний серіал, де кожен епізод мав окрему історію». Режисером другої серії став Хорас Ове, «створивши виробничий підрозділ із темношкірим режисером, темношкірим сценаристом і темношкірими акторами». До акторського складу ввійшли Норман Бітон, Корінн Скіннер-Картер, Джозеф Марселл, Рудольф Вокер і Вейн Лар'єа. Серед інших телевізійних проєктів Аббенсеттса — «Easy Money» (1981), «Big George Is Dead» (Channel 4, 1987), у якому знялися Норман Бітон, Лінзі Дрю та Рем Джон Голдер, а також мінісеріал «Little Napoleons» (Channel 4,1994).

## Навчання та стипендії
У 1983—1984 роках Аббенсеттс був запрошеним професором драматургії в Університеті Карнегі-Меллона. З вересня 2002 року він був співробітником проєкту у відділі Карибських досліджень Університету Північного Лондона. Він був членом Лондонської художньої школи City and Guilds (2006—2009).

## Подальші роки та особисте життя
Оскільки здоров'я Аббенсеттса в останні роки погіршувалося через хворобу Альцгеймера, 9 грудня 2012 року Антон Філліпс організував на його честь триб'ют: у театрі Tricycle відбулась репетиція читання «Sweet Talk» режисера Філліпса на якому був присутній сам Аббенсеттс, за участю багатьох відомих діячів чорношкірого театру та мистецтва, зокрема Івонни Брюстер, Дона Ворінгтона, Рудольфа Вокера, Оскара Джеймса, Аллістера Бейна й Еррола Ллойда.
Аббенсетс помер у віці 78 років 24 листопада 2016 року. У нього залишилася донька Джастін, від стосунків з Енн Стюарт, і двоє онуків, Шон і Даніель, а також сестра Елізабет. Його перша дружина Конні, юрист, померла від раку наприкінці 1980-х років, у 2005 році він одружився з Ліз Блуетт, але пізніше вони розлучилися.

## Вибіркові твори

### Театральні постановки
- Sweet Talk (дві дії), поставлений Theatre at New End, 1973.
- Alterations, поставлений New End Theatre, 1978.
- Samba (дві дії), поставлений Tricycle Theatre, 1980.
- In the Mood (дві дії), поставлений Hampstead Theatre, 1981.
- The Outlaw, поставлений Arts Theatre, 1983.
- El Dorado, поставлений Theatre Royal Stratford East, 1984.
- The Lion, поставлений Cochrane Theatre, 1993.

### Телеп'єси
- The Museum Attendant, BBC2, 1973
- Inner City Blues, 1974;
- Crime and Passion, 1975;
- Roadrunner, 1977;
- Black Christmas, BBC, 1977.
- Empire Road, series, BBC, 1978–79.
- Big George Is Dead, Channel 4, 1987.
- Little Napoleons, mini-series, Channel 4, 1994.

### Радіоп'єси
- Sweet Talk, BBC Radio, 1974.

- Home Again, BBC Radio, 1975.
- The Sunny Side of the Street, BBC Radio, 1977.
- Brothers of the Sword, BBC Radio, 1978.

- Alterations, BBC World Service, 1980.

- The Fast Lane, Capital Radio, 1980.
- The Dark Horse, BBC Radio, 1981.